# 鄂溫-貝坦泰區
67°48′N 130°24′E / 67.800°N 130.400°E
鄂溫-貝坦泰區（俄语：Эвено-Бытантайский национальный улус），是俄羅斯的一個區，位於該國東部，由薩哈共和國負責管轄，始建於1989年4月21日，面積52,300平方公里，2010年人口2,867，人口密度每平方公里0.05人。